# Bischofstetten
Bischofstetten ist eine Marktgemeinde mit 1196 Einwohnern (Stand 1. Jänner 2025) im Bezirk Melk in Niederösterreich.

## Geografie
Bischofstetten liegt im Hügelland des niederösterreichischen Mostviertels siebzehn Straßenkilometer südwestlich von St. Pölten. Das größte Gewässer ist die Sierning, die das Gemeindegebiet in einer Höhe von 270 bis 250 Meter über dem Meer von Südwesten nach Nordosten durchfließt. Im Süden steigt ein bewaldeter Höhenrücken bis auf 450 Meter an.
Die Fläche der Marktgemeinde umfasst 19 Quadratkilometer. Davon werden 69 Prozent landwirtschaftlich genutzt, 24 Prozent sind bewaldet.

### Gemeindegliederung
Das Gemeindegebiet umfasst folgende 23 Ortschaften (in Klammern Einwohnerzahl Stand 1. Jänner 2025):
- Bischofstetten (688)
- Buchgraben (16)
- Christenberg (38)
- Dörfl (42)
- Großa (9)
- Grünwies (18)
- Haag (31)
- Haberg (10)
- Hanau (28)
- Hintergrub (17)
- Mitterschildbach (14)
- Neubing (35)
- Niederbauern (5)
- Oberschildbach (14)
- Oberweg (8)
- Rametzhofen (32)
- Sierning (22)
- Strohdorf (31) samt Stockhof
- Tonach (74) samt Grub und Lehen
- Unterschildbach (31)
- Unterweg (7)
- Winkelsdorf (17)
- Zauching (9)

Die Gemeinde besteht aus der Katastralgemeinde Bischofstetten.

### Nachbargemeinden
| Hürm | St. Margarethen an der Sierning (Bezirk St. Pölten-Land) | Ober-Grafendorf (Bezirk St. Pölten-Land) |
|      | Kompassrose, die auf Nachbargemeinden zeigt              | Weinburg (Bezirk St. Pölten-Land)        |
| Kilb | Hofstetten-Grünau (Bezirk St. Pölten-Land)               |                                          |

## Geschichte
Bischofstetten ist eine der ältesten Pfarren Österreichs, schon im 9. Jahrhundert gab es eine bischöfliche Taufkirche.
Laut Adressbuch von Österreich waren im Jahr 1938 in der Ortsgemeinde Bischofstetten ein Bäcker, ein Bauunternehmer, ein Bildhauer, ein Fleischer, drei Gastwirte, zwei Gemischtwarenhändler, eine Hebamme, ein Maurermeister, zwei Sattler, ein Schlosser, zwei Schmiede, drei Schneider und eine Schneiderin, vier Schuster, drei Tischler, zwei Viehhändler, zwei Wagner, ein Zementwarenerzeuger und ein Zimmermeister ansässig. Weiters gab es eine Milchgenossenschaft und eine Sparkasse.

### Einwohnerentwicklung
| Bischofstetten: Einwohnerzahlen von 1869 bis 2024   | Bischofstetten: Einwohnerzahlen von 1869 bis 2024 | Bischofstetten: Einwohnerzahlen von 1869 bis 2024 | Bischofstetten: Einwohnerzahlen von 1869 bis 2024 | Bischofstetten: Einwohnerzahlen von 1869 bis 2024 |
| --------------------------------------------------- | ------------------------------------------------- | ------------------------------------------------- | ------------------------------------------------- | ------------------------------------------------- |
| Jahr                                                |                                                   |                                                   |                                                   | Einwohner                                         |
| 1869                                                | 1869                                              |                                                   | 902                                               | 902                                               |
| 1880                                                | 1880                                              |                                                   | 839                                               | 839                                               |
| 1890                                                | 1890                                              |                                                   | 884                                               | 884                                               |
| 1900                                                | 1900                                              |                                                   | 953                                               | 953                                               |
| 1910                                                | 1910                                              |                                                   | 988                                               | 988                                               |
| 1923                                                | 1923                                              |                                                   | 1.051                                             | 1.051                                             |
| 1934                                                | 1934                                              |                                                   | 1.063                                             | 1.063                                             |
| 1939                                                | 1939                                              |                                                   | 1.043                                             | 1.043                                             |
| 1951                                                | 1951                                              |                                                   | 981                                               | 981                                               |
| 1961                                                | 1961                                              |                                                   | 1.020                                             | 1.020                                             |
| 1971                                                | 1971                                              |                                                   | 1.071                                             | 1.071                                             |
| 1981                                                | 1981                                              |                                                   | 1.086                                             | 1.086                                             |
| 1991                                                | 1991                                              |                                                   | 1.144                                             | 1.144                                             |
| 2001                                                | 2001                                              |                                                   | 1.186                                             | 1.186                                             |
| 2011                                                | 2011                                              |                                                   | 1.171                                             | 1.171                                             |
| 2021                                                | 2021                                              |                                                   | 1.224                                             | 1.224                                             |
| 2024                                                | 2024                                              |                                                   | 1.208                                             | 1.208                                             |
| Quelle(n): Statistik Austria, Gebietsstand 1.1.2021 |                                                   |                                                   |                                                   |                                                   |

## Kultur und Sehenswürdigkeiten

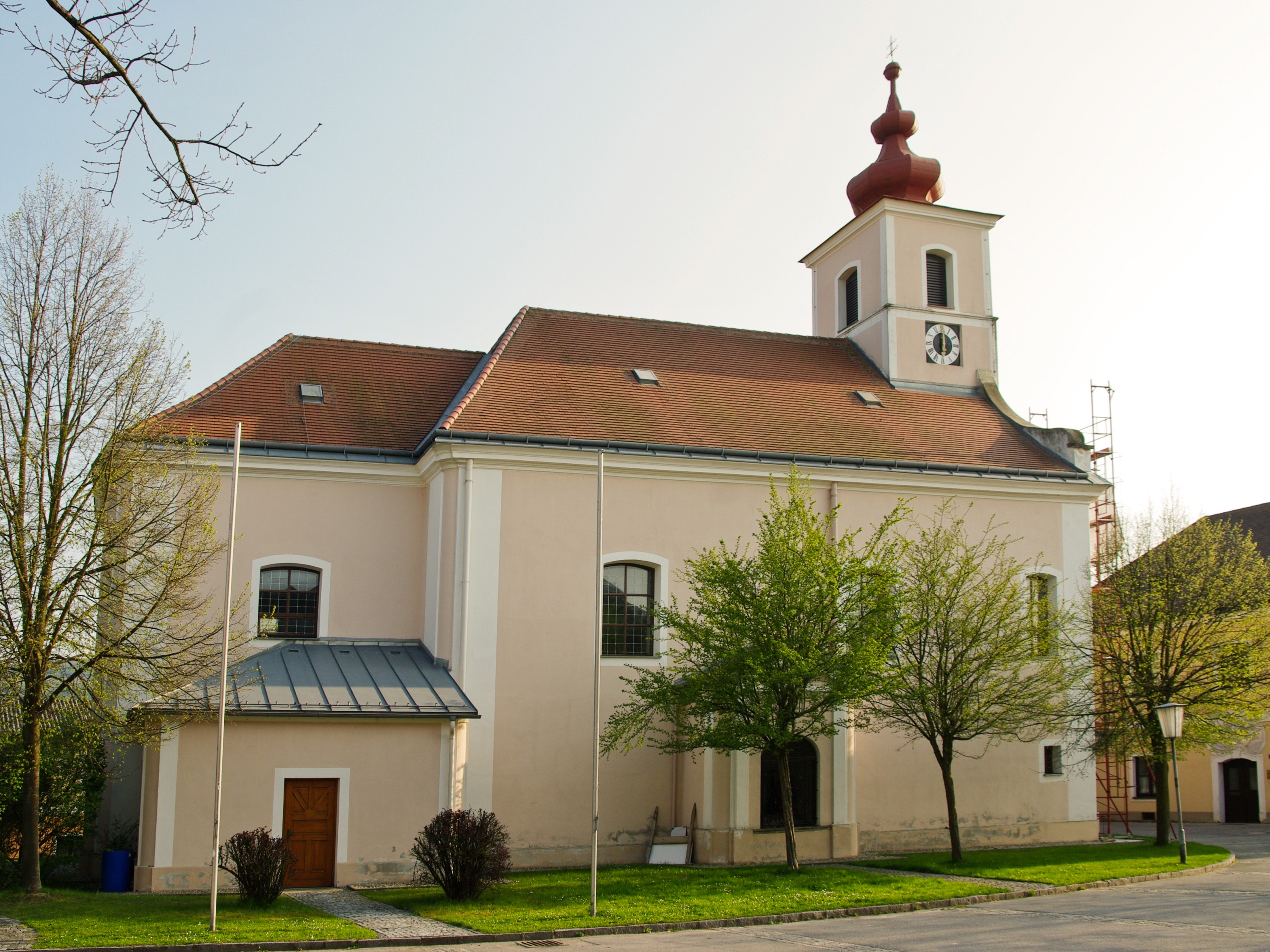
Pfarrkirche Bischofstetten

- Katholische Pfarrkirche Bischofstetten hl. Agatha

## Wirtschaft und Infrastruktur
Die Erwerbsquote lag 2001 bei 46,54 Prozent. In Bischofstetten gibt es drei Gasthäuser und einen Nahversorgermarkt.

### Wirtschaftssektoren
Von den 49 landwirtschaftlichen Betrieben des Jahres 2010 wurden 32 im Haupt-, 16 im Nebenerwerb und eine von einer Personengemeinschaft geführt. Im Produktionssektor arbeiteten 49 Erwerbstätige in der Bauwirtschaft. Die größten Arbeitgeber des Dienstleistungssektors waren die Bereiche soziale und öffentliche Dienste (27), freiberufliche Dienstleistungen (11), Handel (9) und Grundstücks- und Wohnungswesen (8 Mitarbeiter).
| Wirtschaftssektor            | Anzahl Betriebe | Anzahl Betriebe | Erwerbstätige | Erwerbstätige |
| Wirtschaftssektor            | 2011            | 2001            | 2011          | 2001          |
| ---------------------------- | --------------- | --------------- | ------------- | ------------- |
| Land- und Forstwirtschaft 1) | 49              | 74              | 58            | 68            |
| Produktion                   | 9               | 7               | 57            | 86            |
| Dienstleistung               | 29              | 27              | 69            | 73            |

1) Betriebe mit Fläche in den Jahren 2010 und 1999
| Im Jahr 2011 lebten 594 Erwerbstätige in Bischofstetten. Davon arbeiteten 111 in der Gemeinde, mehr als achtzig Prozent pendelten aus. In Bischofstetten befindet sich eine Volksschule. | Die zur Anzeige dieser Grafik verwendete Erweiterung wurde dauerhaft deaktiviert. Wir arbeiten aktuell daran, diese und weitere betroffene Grafiken auf ein neues Format umzustellen. (Mehr dazu) |

## Politik

### Gemeinderat
Der Gemeinderat hat 19 Sitze. Mit den Gemeinderatswahlen in Niederösterreich 2025 hat der Gemeinderat folgende Verteilung: 12 ÖVP, 5 SPÖ und 2 FPÖ.
| Partei    | 2025    | 2025    | 2020    | 2020    | 2015  | 2015    | 2010  | 2010    | 2005  | 2005    | 2000  | 2000    |
| Partei    | Prozent | Mandate | Prozent | Mandate | %     | Mandate | %     | Mandate | %     | Mandate | %     | Mandate |
| --------- | ------- | ------- | ------- | ------- | ----- | ------- | ----- | ------- | ----- | ------- | ----- | ------- |
| ÖVP       | 61,97   | 12      | 63,10   | 12      | 56,69 | 11      | 65,27 | 13      | 60,67 | 12      | 63,12 | 12      |
| Liste SPÖ | 24,08   | 5       | 31,08   | 6       |       |         |       |         |       |         |       |         |
| FPÖ       | 13,95   | 2       | 5,82    | 1       |       |         |       |         |       |         |       |         |
| SPÖ       |         |         |         |         | 43,31 | 8       | 34,73 | 6       | 39,33 | 7       | 36,88 | 7       |

### Bürgermeister
- 1945–1950 Norbert Lechner (ÖVP)
- 1950–1955 Franz Riesinger (ÖVP)
- 1955–1980 Ferdinand Maierhofer (ÖVP)
- 1980–1995 Johann Lechner (ÖVP)
- 1995–2009 Heinrich Fuchs (ÖVP)
- 2009–2019 Reinhard Hager (ÖVP)
- 2019–2023 Werner Nolz (ÖVP)
- seit 2023 Gerlinde Muhr (ÖVP)

### Wappen
Das Wappen zeigt einen goldenen Bischofsstab, der auf den Gemeindenamen hinweist, und zwei gekreuzte Winkeleisen. Diese sind dem Wappen der Haager entnommen, der ersten urkundlich erwähnten Herrschaft.

## Persönlichkeiten
- Walter Fantl-Brumlik (1924–2019), Überlebender des Holocaust und Zeitzeuge, der seine Kindheit in Bischofstetten verbrachte.